# Årabrot
Årabrot és un grup musical de noise rock format a Haugesund, Noruega. Els seus primers tres àlbums, Proposing a Pact With Jesus (2005), Rep.Rep (2006) i The Brother Seed (2009), han rebut molt bones crítiques. Han estat nominats als Spellemannprisen 2009, els equivalents als Grammy noruecs.

## Discografia
- Proposing a Pact With Jesus (2005)
- Rep.Rep (2006)
- The Brother Seed (2009)
- Absolute Negativism EP (2009)
- I Rove EP (2009)